# كرستين سينكلير
كرستين مارغريت سنكلير (بالإنجليزية: Christine Margaret Sinclair) هي لاعبة كرة قدم كندية في مركز الهجوم ومركز وسط مهاجم ولدت في يوم 12 يونيو 1983 في مدينة برنابي في كولومبيا البريطانية في كندا، تعتبر واحدة من أفضل لاعبات وهدافات كرة القدم النسائية في العالم، بدأت في سنة 2000 باللعب مع منتخب كندا لكرة القدم للسيدات حيث لعبت في 250 مباراة دولية وسجلت 165 هدف حيث تأتي خلف اللاعبة الأمريكية آبي وامباك التي سجلت 184 هدف، ترشحت في سنوات 2005 و2006 و2007 و2008 و2010 و2012 لنيل جائزة أفضل لاعبة كرة قدم، وأبرز إنجازاتها مع المنتخب هو فوزها بالميدالية البرونزية في دورة الألعاب الأولمبية الصيفية 2012 في لندن والألعاب الأولمبية الصيفية 2016 في ريو دي جانيرو، على صعيد الفرق لعبت مع أندية فانكوفر بريكرس وفانكوفر وايتكابس وغولد برايد وويسترن نيويوك فلاش وبورتلاند ثورنز.

## روابط خارجية
- كرستين سينكلير على موقع الاتحاد الدولي (مؤرشف)  (الإنجليزية)
- كرستين سينكلير على موقع الاتحاد الأوربي (الإنجليزية)
- كرستين سينكلير على موقع قاعدة بيانات كرة القدم.إي يو (الإنجليزية)
- كرستين سينكلير على موقع Soccerway.com (الإنجليزية)
- كرستين سينكلير على موقع اللجنة الأولمبية الدولية (الإنجليزية)
- كرستين سينكلير على موقع أوليمبيديا (الإنجليزية)
- كرستين سينكلير على موقع اللجنة الأولمبية الكندية (الإنجليزية)